# XO (album)
Pour les articles homonymes, voir XO.
Albums de Elliott Smith
Either/Or
(1997) Figure 8
(2000)
XO est le quatrième album d'Elliott Smith, sorti en août 1998 sur le label DreamWorks. Il s'agit du premier album d'Elliott signé sur une major. Cette signature s'accompagne d'une présentation plus soignée des titres (arrangements).
Le titre se réfère au symbole formé par les lettres X pour kisses (baisers) et O pour hugs (étreintes) que l'on place traditionnellement à la fin de lettres d'amour dans les pays anglo-saxons.

## Liste des titres
1. Sweet Adeline - 3:15
2. Tomorrow, Tomorrow - 3:07
3. Waltz #2 - 4:40
4. Baby Britain - 3:13
5. Pitseleh - 3:22
6. Independence Day - 3:04
7. Bled White - 3:22
8. Waltz #1 - 3:22
9. Amity - 2:20
10. Oh Well, Okay - 2:33
11. Bottle Up and Explode! - 2:58
12. A Question Mark - 2:41
13. Everybody Cares, Everybody Understands - 4:25
14. I Didn't Understand - 2:17